# Sowjetarmee-Pokal 1972/73
Der Sowjetarmee-Pokal 1972/73 war die 33. Austragung des Pokalwettbewerbs im Fußball in Bulgarien. Pokalsieger wurde Titelverteidiger ZSKA Septemwrijsko sname Sofia. Das Team setzte sich im Finale gegen DFS Beroe Stara Sagora durch. Da ZSKA durch den Meistertitel bereits für den Europapokal der Landesmeister qualifiziert war, nahm der unterlegene Finalist am Pokalsiegerwettbewerb teil.

## Modus
Die 16 Sieger der 1. Runde waren für die Gruppenphase qualifiziert. Die vier Gruppensieger und -zweiten erreichten das Viertelfinale. In allen Runden wurde jeweils ein Spiel zwischen den Mannschaften ausgetragen. Bei unentschiedenem Ausgang in den K.-o.-Spielen wurde der Sieger in der Verlängerung oder falls notwendig im Elfmeterschießen ermittelt.

## Teilnehmer
| - Akademik Sofia - Arda Kardschali - FC Bdin Widin - Dimitar Watew Beloslaw - DFS Beroe Stara Sagora - FC Botew Wraza - DFS Christo Karpatschew Lowetsch - Christo Botew Dibitsch - Dobrudscha Tolbuchin - Dorostol Silistra - FC Dunaw Russe - Etar Weliko Tarnowo | - Garubso Madan - Lewski-Spartak Sofia - Lewski Omurtag - Lok Gorna Orjachowiza - Lokomotive Burgas - DFS Lokomotive Plowdiw - Lokomotive Russe - Lokomotive Sofia - Ludogorez Rasgrad - Lokomotive Stara Sagora - Mariza Pasardschik | - DFS Pernik - Nikolaj Laskow Jambol - DFS Pirin Blagoewgrad - Sakarski Sportist Topolowgrad - Septemwrijska Slawa Michailowgrad - ZSK Slawia Sofia - DFS Sliwen - DFS Spartak Plewen - ZSK Spartak Warna - Swoboda Milkowiza - AFD Trakia Plowdiw | - Trakia Stambolijski - Tschardafon-Orlowez Gabrowo - FC Tschawdar Etropole - Tscherno More Warna - FC Tschernomorez Burgas - Tscherweno sname Chaskowo - Tschorni Bresnik - Welbaschd Kjustendil - Witoscha Bistriza - Panajot Wolow Schumen - ZSKA Septemwrijsko sname Sofia |

## Vorrunde
|                                   | Ergebnis                |                                  |
| --------------------------------- | ----------------------- | -------------------------------- |
| Lewski Omurtag                    | 2:0                     | Lokomotive Russe                 |
| Dobrudscha Tolbuchin              | 1:2                     | Dimitar Watew Beloslaw           |
| Ludogorez Rasgrad                 | 1:2                     | Lok Gorna Orjachowiza            |
| Christo Botew Dibitsch            | 0:1                     | Dorostol Silistra                |
| Arda Kardschali                   | 1:2                     | DFS Sliwen                       |
| Sakarski Sportist Topolowgrad     | 0:2                     | Lokomotive Burgas                |
| Tscherweno sname Chaskowo         | 3:3 n. V. (10:11 i. E.) | Garubso Madan                    |
| Mariza Pasardschik                | 3:1                     | Welbaschd Kjustendil             |
| Lokomotive Stara Sagora           | 0:2 n. V.               | Tschardafon-Orlowez Gabrowo      |
| FC Tschawdar Etropole             | 2:0                     | Swoboda Milkowiza                |
| Tschorni Bresnik                  | 0:2                     | Trakia Stambolijski              |
| DFS Pirin Blagoewgrad             | 2:1                     | Witoscha Bistriza                |
| Septemwrijska Slawa Michailowgrad | 0:0 n. V. (3:2 i. E.)   | DFS Christo Karpatschew Lowetsch |

## 1. Runde
Teilnehmer: Die 13 Sieger der Vorrunde, Zweitligist FC Bdin Widin und die 18 Erstligisten
|                                | Ergebnis  |                                   |
| ------------------------------ | --------- | --------------------------------- |
| FC Bdin Widin                  | 2:0       | Lokomotive Sofia                  |
| DFS Pirin Blagoewgrad          | 4:2       | Nikolaj Laskow Jambol             |
| DFS Beroe Stara Sagora         | 1:0       | Trakia Stambolijski               |
| Lokomotive Burgas              | 1:2       | AFD Trakia Plowdiw                |
| Garubso Madan                  | 1:4       | DFS Spartak Plewen                |
| FC Dunaw Russe                 | 2:1       | Mariza Pasardschik                |
| DFS Pernik                     | 3:1       | Dimitar Watew Beloslaw            |
| Tscherno More Warna            | 0:1       | ZSK Spartak Warna                 |
| ZSKA Septemwrijsko sname Sofia | 6:0       | Tschardafon-Orlowez Gabrowo       |
| DFS Lokomotive Plowdiw         | 4:2       | Lok Gorna Orjachowiza             |
| Lewski Omurtag                 | 0:3       | Etar Weliko Tarnowo               |
| Akademik Sofia                 | 2:0       | Dorostol Silistra                 |
| FC Tschawdar Etropole          | 1:4 n. V. | FC Botew Wraza                    |
| ZSK Slawia Sofia               | 2:1       | Septemwrijska Slawa Michailowgrad |
| Lewski-Spartak Sofia           | 2:0       | DFS Sliwen                        |
| FC Tschernomorez Burgas        | 1:0       | Panajot Wolow Schumen             |

## Gruppenphase
Die vier Gruppensieger und -zweiten qualifizierten sich für das Viertelfinale.

### Gruppe 1
Die Spiele fanden in Chaskowo, Dimitrowgrad und  Parwomaj statt.
| Pl.                                                                                          | Verein                  | Sp. | S | U | N | Tore    | Diff. | Punkte |
| -------------------------------------------------------------------------------------------- | ----------------------- | --- | - | - | - | ------- | ----- | ------ |
| 1.                                                                                           | FC Tschernomorez Burgas | 3   | 1 | 2 | 0 | 004:200 | +2    | 05     |
| 2.                                                                                           | Akademik Sofia          | 3   | 1 | 2 | 0 | 004:300 | +1    | 05     |
| 3.                                                                                           | DFS Lokomotive Plowdiw  | 3   | 0 | 2 | 1 | 003:400 | −1    | 02     |
| 4.                                                                                           | DFS Pernik              | 3   | 0 | 2 | 1 | 002:400 | −2    | 02     |
| Platzierungskriterien: 1. Punkte – 2. Tordifferenz – 3. direkter Vergleich – 4. Losentscheid |                         |     |   |   |   |         |       |        |

| Datum      |                         | Ergebnis |                         |
| ---------- | ----------------------- | -------- | ----------------------- |
| 10.02.1973 | DFS Pernik              | 1:1      | DFS Lokomotive Plowdiw  |
| 10.02.1973 | Akademik Sofia          | 1:1      | FC Tschernomorez Burgas |
| 14.02.1973 | DFS Lokomotive Plowdiw  | 1:1      | FC Tschernomorez Burgas |
| 14.02.1973 | DFS Pernik              | 1:1      | Akademik Sofia          |
| 17.02.1973 | Akademik Sofia          | 2:1      | DFS Lokomotive Plowdiw  |
| 17.02.1973 | FC Tschernomorez Burgas | 0:0      | DFS Pernik              |

### Gruppe 2
Die Spiele fanden in Panagjureschte, Welingrad, Stambolijski und Pasardschik statt.
| Pl.                                                                                          | Verein                         | Sp. | S | U | N | Tore    | Diff. | Punkte |
| -------------------------------------------------------------------------------------------- | ------------------------------ | --- | - | - | - | ------- | ----- | ------ |
| 1.                                                                                           | ZSKA Septemwrijsko sname Sofia | 0   | 0 | 0 | 0 | 009:200 | +7    | 0      |
| 2.                                                                                           | DFS Beroe Stara Sagora         | 1   | 0 | 0 | 1 | 007:400 | +3    | 0      |
| 3.                                                                                           | FC Bdin Widin                  | 2   | 0 | 0 | 2 | 005:700 | −2    | 0      |
| 4.                                                                                           | ZSK Spartak Warna              | 3   | 0 | 0 | 3 | 001:900 | −8    | 0      |
| Platzierungskriterien: 1. Punkte – 2. Tordifferenz – 3. direkter Vergleich – 4. Losentscheid |                                |     |   |   |   |         |       |        |

| Datum      |                           | Ergebnis |                           |
| ---------- | ------------------------- | -------- | ------------------------- |
| 10.02.1973 | FC Bdin Widin             | 1:2      | ZSKA Septemw. sname Sofia |
| 10.02.1973 | DFS Beroe Stara Sagora    | 2:0      | ZSK Spartak Warna         |
| 14.02.1973 | ZSKA Septemw. sname Sofia | 5:1      | ZSK Spartak Warna         |
| 14.02.1973 | FC Bdin Widin             | 2:5      | DFS Beroe Stara Sagora    |
| 17.02.1973 | DFS Beroe Stara Sagora    | 0:2      | ZSKA Septemw. sname Sofia |
| 17.02.1973 | ZSK Spartak Warna         | 0:2      | FC Bdin Widin             |

### Gruppe 3
Die Spiele fanden in Petritsch, Sandanski, Raslog und Goze Deltschew statt.
| Pl.                                                                                          | Verein               | Sp. | S | U | N | Tore    | Diff. | Punkte |
| -------------------------------------------------------------------------------------------- | -------------------- | --- | - | - | - | ------- | ----- | ------ |
| 1.                                                                                           | AFD Trakia Plowdiw   | 3   | 2 | 0 | 1 | 004:100 | +3    | 06     |
| 2.                                                                                           | Lewski-Spartak Sofia | 3   | 2 | 0 | 1 | 003:100 | +2    | 06     |
| 3.                                                                                           | FC Botew Wraza       | 3   | 1 | 0 | 2 | 001:300 | −2    | 03     |
| 4.                                                                                           | DFS Spartak Plewen   | 3   | 0 | 0 | 3 | 002:500 | −3    | 0      |
| Platzierungskriterien: 1. Punkte – 2. Tordifferenz – 3. direkter Vergleich – 4. Losentscheid |                      |     |   |   |   |         |       |        |

| Datum      |                      | Ergebnis |                      |
| ---------- | -------------------- | -------- | -------------------- |
| 10.02.1973 | Lewski-Spartak Sofia | 2:1      | DFS Spartak Plewen   |
| 10.02.1973 | AFD Trakia Plowdiw   | 2:0      | FC Botew Wraza       |
| 14.02.1973 | Lewski-Spartak Sofia | 0:0      | AFD Trakia Plowdiw   |
| 14.02.1973 | DFS Spartak Plewen   | 0:1      | FC Botew Wraza       |
| 17.02.1973 | FC Botew Wraza       | 0:1      | Lewski-Spartak Sofia |
| 17.02.1973 | AFD Trakia Plowdiw   | 2:1      | DFS Spartak Plewen   |

### Gruppe 4
Die Spiele fanden in Nowa Sagora, Kasanlak, Stara Sagora und Tschirpan statt.
| Pl.                                                                                          | Verein                | Sp. | S | U | N | Tore    | Diff. | Punkte |
| -------------------------------------------------------------------------------------------- | --------------------- | --- | - | - | - | ------- | ----- | ------ |
| 1.                                                                                           | FC Dunaw Russe        | 3   | 2 | 1 | 0 | 006:300 | +3    | 07     |
| 2.                                                                                           | ZSK Slawia Sofia      | 3   | 1 | 2 | 0 | 004:100 | +3    | 05     |
| 3.                                                                                           | Etar Weliko Tarnowo   | 3   | 1 | 1 | 1 | 003:300 | ±0    | 04     |
| 4.                                                                                           | DFS Pirin Blagoewgrad | 3   | 0 | 0 | 3 | 000:600 | −6    | 0      |
| Platzierungskriterien: 1. Punkte – 2. Tordifferenz – 3. direkter Vergleich – 4. Losentscheid |                       |     |   |   |   |         |       |        |

| Datum      |                       | Ergebnis |                       |
| ---------- | --------------------- | -------- | --------------------- |
| 10.02.1973 | Etar Weliko Tarnowo   | 0:0      | ZSK Slawia Sofia      |
| 10.02.1973 | DFS Pirin Blagoewgrad | 0:2      | FC Dunaw Russe        |
| 14.02.1973 | ZSK Slawia Sofia      | 1:1      | FC Dunaw Russe        |
| 14.02.1973 | Etar Weliko Tarnowo   | 1:0      | DFS Pirin Blagoewgrad |
| 17.02.1973 | DFS Pirin Blagoewgrad | 0:3      | ZSK Slawia Sofia      |
| 17.02.1973 | FC Dunaw Russe        | 3:2      | Etar Weliko Tarnowo   |

## Viertelfinale
|                                | Ergebnis |                         |
| ------------------------------ | -------- | ----------------------- |
| 14. März 1973                  |          |                         |
| ZSKA Septemwrijsko sname Sofia | 1:0      | ZSK Slawia Sofia        |
| Akademik Sofia                 | 2:1      | AFD Trakia Plowdiw      |
| Lewski-Spartak Sofia           | 2:1      | FC Tschernomorez Burgas |
| DFS Beroe Stara Sagora         | 3:1      | FC Dunaw Russe          |

## Halbfinale
|                                | Ergebnis  |                      |
| ------------------------------ | --------- | -------------------- |
| 23. Mai 1973                   |           |                      |
| ZSKA Septemwrijsko sname Sofia | 4:2 n. V. | Akademik Sofia       |
| DFS Beroe Stara Sagora         | 2:1       | Lewski-Spartak Sofia |

## Finale
| Paarung                        | ZSKA Septemwrijsko sname Sofia – DFS Beroe Stara Sagora |
| Ergebnis                       | 2:1 (2:1) |
| Datum                          | 3. Juni 1973 |
| Stadion                        | Wassil-Lewski-Stadion, Sofia |
| Zuschauer                      | 18.000 |
| Schiedsrichter                 | Petar Nikolow |
| Tore                           | 0:1 Dimitar Dimitrow (12.) 1:1 Georgi Denew (18.) 2:1 Petar Schekow (21.) |
| ZSKA Septemwrijsko sname Sofia | Stojan Jordanow – Iwan Zafirow, Boschil Kolew, Boris Gaganelow, Dimitar Penew – Kiril Stankow, Zwetan Atanasow, Asparuch Nikodimow, Plamen Jankow (71. Borislaw Sretkow) – Petar Schekow, Georgi Denew Cheftrainer: Manol Manolow |
| DFS Beroe Stara Sagora         | Todor Krastew – Nikola Kordow, Christo Todorow, Boris Tassew – Stefan Iwanow, Scheko Schelew, Boris Kirow, Jewgeni Jantschowski, Georgi Beltschew – Petko Petkow, Dimitar Dimitrow Cheftrainer: Iwan Tanew                        |